# Fraisans
Fraisans – miejscowość i gmina we Francji, w regionie Burgundia-Franche-Comté, w departamencie Jura.
Według danych na rok 1990 gminę zamieszkiwało 1 089 osób, a gęstość zaludnienia wynosiła 64 osoby/km² (wśród 1786 gmin Franche-Comté, Fraisans plasuje się na 154. miejscu pod względem liczby ludności, natomiast pod względem powierzchni na miejscu 153.).